# Rendez-vous avec Pol Pot
Pour plus de détails, voir Fiche technique et Distribution.
Rendez-vous avec Pol Pot est un drame historique français, cambodgien, qatari, taïwanais et turc réalisé par Rithy Panh et sorti en 2024,.

## Synopsis
L'histoire vraie dont est tiré le film est celle de la visite au Cambodge (cas unique) en décembre 1978, peu avant la guerre entre le Cambodge et le Viêt Nam de deux journalistes américains, Elizabeth Becker (en) (1947-) et Richard Dudman (en) (1918-2017) et d'un Britannique marxiste, Malcolm Caldwell (en) (1931-1978), proche du régime des Khmers rouges. Ils ont un entretien avec Pol Pot le 22 décembre 1978, trois jours avant le déclenchement de l'offensive du Viêt Nam. Au cours de la nuit suivante, dans leur hôtel, Malcolm Caldwell est exécuté par des Khmers rouges. Elizabeth Becker est un moment menacée par un milicien, mais s'échappe, ainsi que Richard Dudman.
Le film met en scène deux journalistes français, Lise Delbo et Paul Thomas (photojournaliste) ainsi qu'un sympathisant du régime, Alain Cariou, ami de Pol Pot. Ils subissent pourtant une très longue attente dans un village, au cours de laquelle un certain nombre de bizarreries leur apparaissent, que Paul Thomas voudrait élucider tandis qu'Alain Cariou s'efforce de les minimiser. Le photographe s'enfuit, découvre des traces de répression, est rattrapé, puis disparait mystérieusement. L'entretien avec Pol Pot, but du voyage, a lieu (dans un bâtiment haut de gamme de Phnom Penh). Alain Cariou est exécuté peu après. Lise Delbo se retrouve à la fin entourée de miliciens sur le tarmac d'un aérodrome perdu dans la brousse, où on lui demande d'identifier le corps d'Alain Cariou amené dans un cercueil.

## Fiche technique
Sauf indication contraire, les informations mentionnées dans cette section peuvent être confirmées par les bases de données cinématographiques IMDb et Allociné,  présentes dans la section « Liens externes ».
- Titre original : Rendez-vous avec Pol Pot
- Réalisation : Rithy Panh
- Scénario : Rithy Panh et Pierre Erwan Guillaume, d'après Les Larmes du Cambodge : l'histoire d'un autogénocide d'Elizabeth Becker (en)
- Musique : Marc Marder
- Décors :
- Costumes : Ariane Viallet
- Photographie : Prum Mesa et Aymerick Pilarski
- Son : Éric Tisserand et Nicolas Volte
- Montage : Rithy Panh
- Production : Catherine Dussart, Roger Huang, Justine O., Rithy Panh, Fatma Hassan Alremaihi, Hanaa Issa, Mehmet Zahid Sobaci, Muhammed Ziyad Varol, Mirsad Purivatra, Jovan Marjanovic et Georges-Marc Benamou
- Sociétés de production : CDP et Anupheap Production, en association avec la SOFICA LBPI 16
- Société de distribution : Dulac Distribution
- Budget :
- Pays de production :  France,  Cambodge,  Qatar,  Taïwan et  Turquie
- Langue originale : français et khmer
- Format :
- Genre : Drame historique
- Durée : 112 minutes
- Dates de sortie :
  - France : 
    - 16 mai 2024 (Festival de Cannes)
    - 5 juin 2024 (en salles)

  - Cambodge : 
    - 9 août 2024[3]

## Distribution
Sauf indication contraire, les informations mentionnées dans cette section peuvent être confirmées par la base de données cinématographiques IMDb,  présente dans la section « Liens externes ».
- Irène Jacob : Lise Delbo, journaliste
- Grégoire Colin : Alain Cariou[4], intellectuel communiste
- Cyril Gueï : Paul Thomas, photojournaliste
- Bun-Hok Lim : Camarade Sung
- Somaline Mao : Ieng Thirith
- Sovann Nhoeb : Chan
- Paov Pitu : Ta Mok
- Siden In : Chef d'atelier
- Sophourn Has : Ieng Sary
- Tithya Nouhem : L'interprète
- Sok Sothun : Le vieil homme
- Sokong Heng : Suong Sikoeun
- Rithy Panh : Pol Pot (silhouette, voix[5])

## Distinctions

### Sélection
- Festival de Cannes 2024 : section Cannes Première

### Presse
- Marcos Uzal, « Au pays des leurres », Cahiers du cinéma, juin 2024, n° 810, p. 55.
- Jacques Mandelbaum, « Rendez-vous avec Pol Pot : le génocide cambodgien appréhendé d’une trop grande diversité de manières », sur lemonde.fr, 4 juin 2024.

### Radio
- « Des faux-semblants, avec Rithy Panh (…) », France Culture, Plan large par Antoine Guillot, le 8 juin 2024